# Pogonomyrmex badius
Pogonomyrmex badius (Latreille, 1802) è una formica della sottofamiglia Myrmicinae.

## Biologia
Nei pressi delle colonie di questa formica sono stati reperiti vari esemplari del ragno mirmecofilo Masoncus pogonophilus Cushing, 1995